# Đảng Cộng sản Nhật Bản

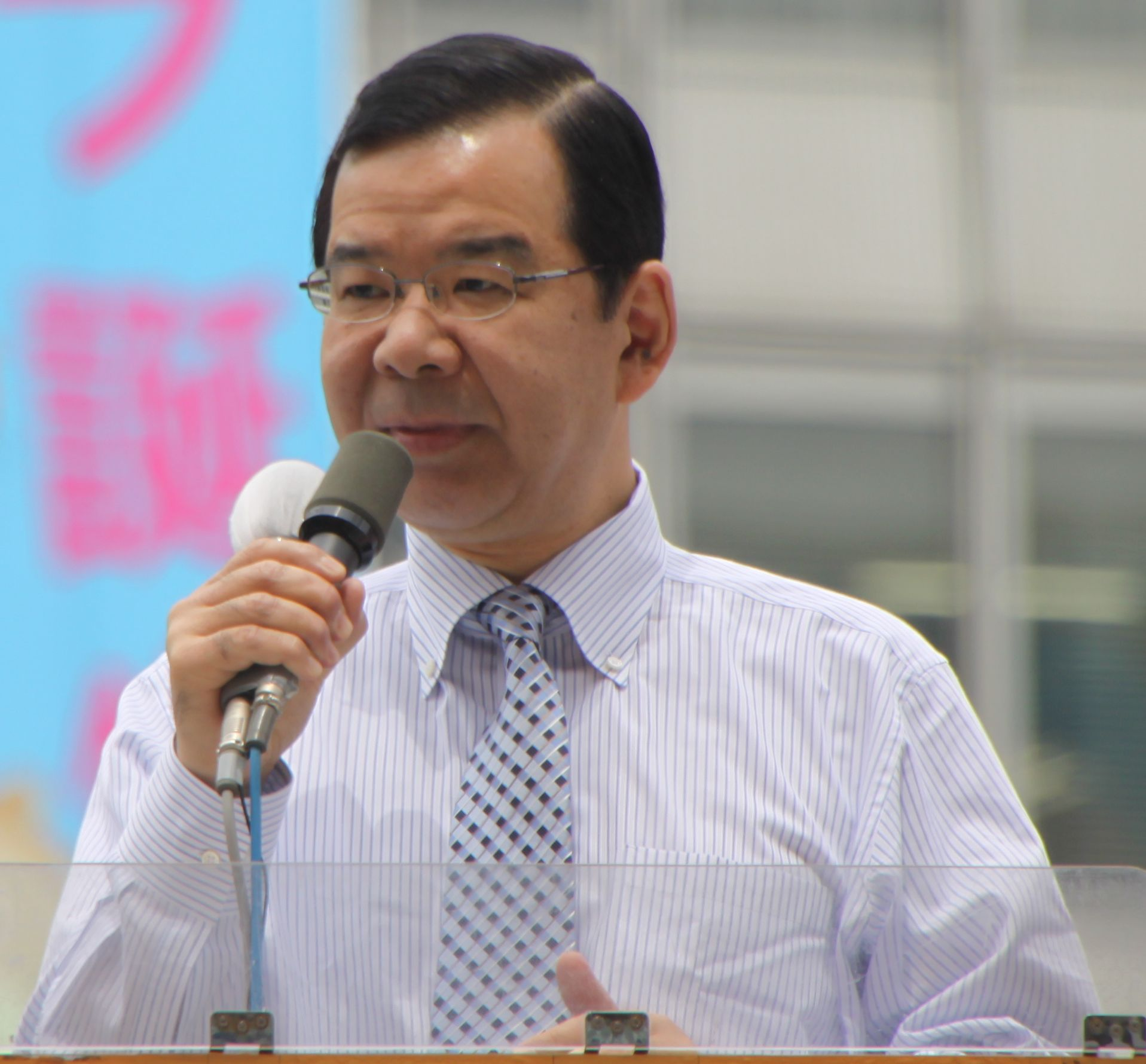
Shii Kazuo, Chủ tịch Ủy ban Trung ương (2000–2024)

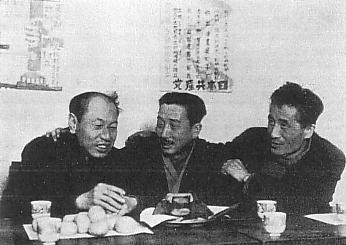
Đảng viên từ trái sang phải: Tokuda Kyuichi, Nosaka Sanzo and Yoshio Shiga (từ 1945–1946)

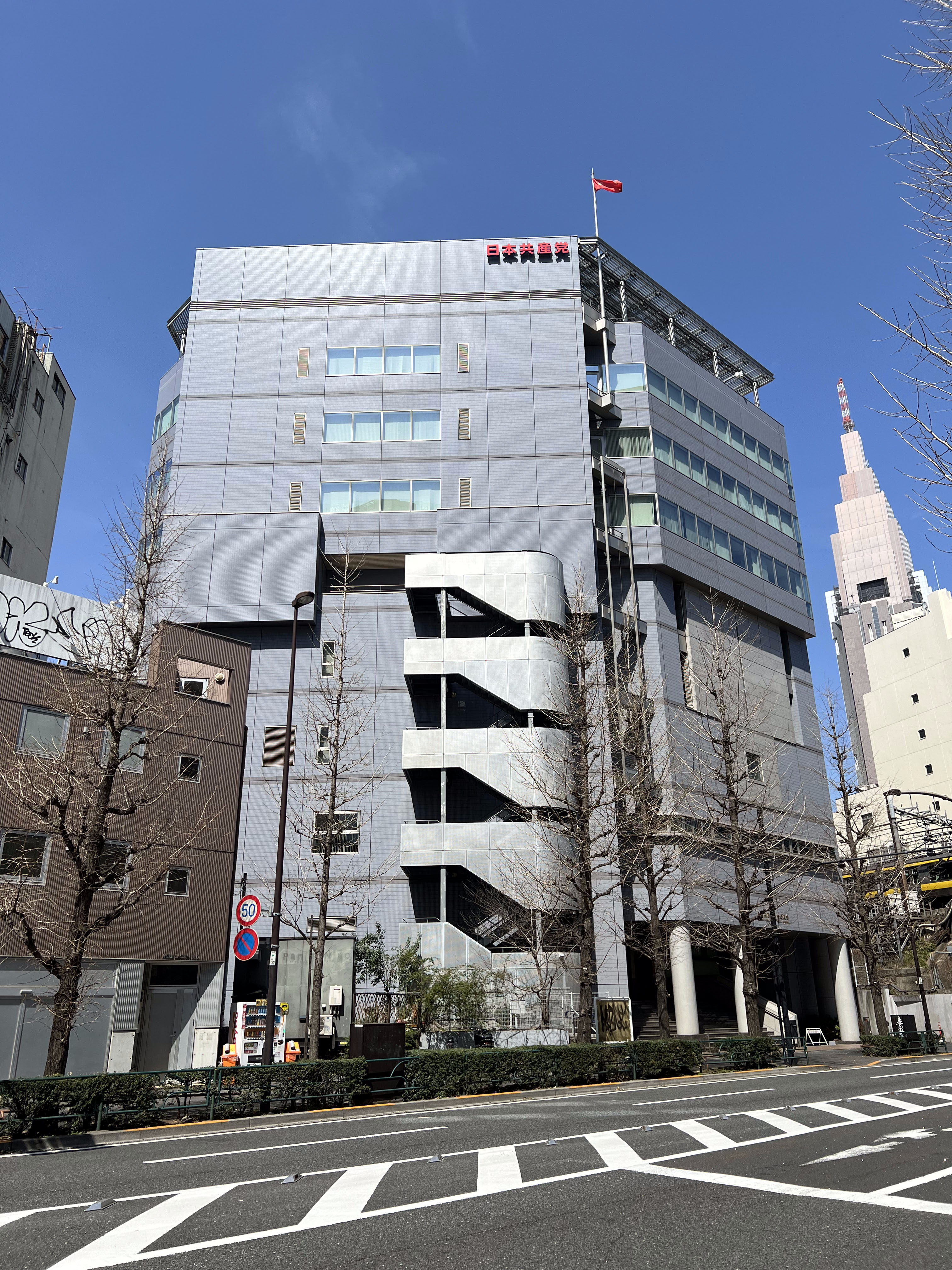
Trụ sở chính JCP

Đảng Cộng sản Nhật Bản (JCP; Tiếng Nhật: 日本共産党, Nihon Kyōsan-tō) là chính đảng Nhật và một trong các đảng cộng sản đối lập lớn nhất trên thế giới.
Đảng chủ trương thành lập xã hội theo chủ nghĩa xã hội, dân chủ, hòa bình và phản quân phiệt và có kế hoạch đạt được mục đích bằng cách hoạt động trong chính thể dân chủ, trong khi đấu tranh chống "chủ nghĩa đế quốc và chủ nghĩa tư bản. Đảng không đề xướng cách mạng bạo lực mà kêu gọi "cách mạng dân chủ" để "cải cách dân chủ trong chính trị, nền kinh tế" và "khôi phục hoàn toàn chủ quyền nước nhà" mà theo đảng liên minh phòng thủ Nhật-Mỹ vi phạm, tuy nhiên họ vẫn kiên quyết bảo vệ Điều 9 Hiến Pháp Nhật vì phản đối tái quân sự hóa Nhật Bản.
Sau cuộc bầu cử thượng viện gần đây nhất tổ chức ngày 21 tháng 7 năm 2019, đảng có 13 ghế trong Tham Nghị Viện, sau cuộc bầu cử hạ viện ngày 22 tháng 10 năm 2017 thì có 12 ghế tại Chúng Nghị Viện.

## Đại cương
Đảng Cộng sản Nhật Bản là một trong các đảng cộng sản đối lập lớn nhất thế giới với 305,000 đảng viên thuộc 20,000 chi nhánh. Sau Chia Cắt Trung-Xô đảng bắt đầu tách biệt khỏi Khối Miền Đông và đặc biệt khi Liên Xô tan rã đảng đưa ra thông cáo báo chí tiêu đề: "Chúng tôi đón chào sự sụp đổ của chính đảng biểu hiện điều ác trong lịch sử đó là chủ nghĩa đại quốc bá quyền" (「大国主義・覇権主義の歴史的巨悪の党の終焉を歓迎する」), nhưng đồng thời cũng chỉ trích các nước Đông Âu vì từ bỏ chủ nghĩa xã hội, gọi là "thất bại lịch sử".
Vì vậy nên đảng không bị khủng hoảng nội bộ do Liên Xô tan rã và không cần phải cân nhắc giải tán, đổi tên hay thay đổi mục tiêu cơ bản như các đảng cộng sản khác. Năm 2000 đảng thắng 11.3% số phiếu, 8.2% năm 2003, 7.3% năm 2005, 7.0% tháng 8 năm 2009 và 6.2% năm 2012. Trong những năm gần đây mức ủng hộ có gia tăng, nhưng trong cuộc bầu cử hạ viện năm 2014 giành được 21 ghế, so với 8 trong bầu cử trước, thắng 7,040,130 số phiếu tuyển khu (13.3%) và 6,062,962 số phiếu danh đơn (11.37%), là tiếp tục làn sóng ủng hộ thể hiện rõ trong cuộc bầu cử thành phố Tokyo năm 2013, khi đảng tăng gấp đôi số nghị viên. Tranh cử bằng chính sách phản đối chủ nghĩa tân tự do, Hiệp Định Đối Tác Xuyên Thái Bình Dương, nỗ lực tu chính hiến pháp, căn cứ quân sự Mỹ trên đất Nhật và năng lượng hạt nhân nên đảng tận dụng được trào lưu thiểu số mong muốn theo phương hướng khác so với đường hướng cánh hữu của Nhật.

## Đảng viên
Tháng 1 năm 2014, đảng có 320,000 đảng viên. Sau khi có tiến bộ trong cuộc bầu cử huyện Tokyo năm 2013 thì số người vào đảng tăng lên, đến hơn 1,000 người gia nhập mỗi tháng trong ba tháng cuối của năm 2013. Xấp xỉ 20% số đảng viên mới của thời kỳ này tuổi 20-40, cho thấy tỷ lệ người trẻ gia nhập đảng cao hơn trong quá khứ.
Năm 2016, số lượng đảng viên khoảng 305,000 người.

## Lịch sử

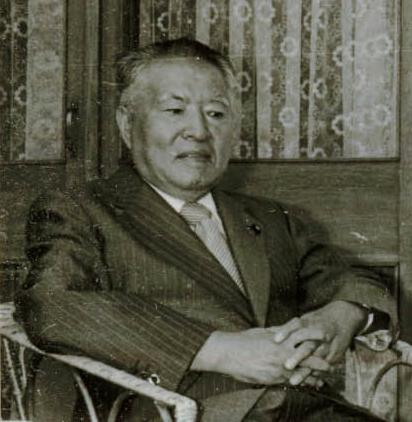
Miyamoto Kenji, giữ chức bí thư trưởng từ năm 1958 đến 1982

Đảng Cộng Sản Nhật Bản thành lập ngày 15 tháng 7 năm 1922. Các lãnh đạo đầu tiên chủ yếu từ các phong trào xã hội Cơ Đốc Giáo và công hội vô chính phủ. Yamakawa Hitoshi, Sakai Toshihiko và Arahata Kanson đều từ phái xã hội Cơ Đốc Giáo và có Kōtoku Shūsui là nhà vô chính phủ bị hành quyết năm 1911 ủng hộ. Katayama Sen lãnh đạo khác cũng là nhà chủ nghĩa xã hội Cơ Đốc Giáo trong suốt đời sống chính trị. Các tư tưởng phi Mác ảnh hưởng trong đảng, làm cho họ dễ dàng thu nhận chủ nghĩa Stalin, chủ nghĩa dân tộc và các khuynh hướng chính trị phi Mác sau này. Hitoshi, Toshihiko lẫn Kanson đều ngần ngại thành lập đảng, Yamakawa cho rằng Nhật chưa sẵn sàng cho đảng cộng sản và kêu gọi hoạt động chỉ trong các công đoàn; sự hiểu biết lý thuyết chủ nghĩa Mác của ông cũng thấp.
Đảng Cộng Sản Nhật Bản đã thành lập một cách bí mật, do Luật Duy Trì Trị An cấm chỉ mà bị quân đội cùng cảnh sát Đế Quốc Nhật Bản đàn áp. Trong thời kỳ chiếm đóng đảng được hợp pháp hóa năm 1945, sau luôn là chính đảng hợp pháp tranh cử được trong các cuộc bầu cử. Năm 1949 đảng được thắng lợi chưa từng có khi giành được 10% số phiếu và 35 đại biểu Quốc Hội, nhưng đầu năm 1950 bị Liên Xô chỉ trích mạnh vì chính sách tham gia nghị viện; Stalin yêu cầu đảng tiến hành các hoạt động hiếu chiến thậm chí bạo lực hơn. Tư lệnh tối cao quân Đồng Minh vì thế làm cuộc Thanh trừ Đỏ buộc các lãnh đạo đảng phải hoạt động bí mật. Sau khi Chiến Tranh Triều Tiên nổ ra, đảng thi hành các hành vi khủng bố, phá hoại, khiến quần chúng mất niềm tin. Trong thập niên sau khi kết thúc chiến tranh đảng không bao giờ thắng hơn 3% số phiếu là hai ghế Quốc Hội, tuy nhiên vẫn được các phần tử trí thức ủng hộ nên có ảnh hưởng tương đối.
Đảng giữ trung lập trong cuộc chia rẽ Trung-Xô. Giữa thập niên 60 Bộ Ngoại Giao Hoa Kỳ ước tính số lượng đảng viên xấp xỉ là 120,000 (0.2% dân số tuổi làm việc), lập trường chính trị độc lập với Liên Xô như Kenji Miyamoto là lãnh đạo từ năm 1958 đến 1982 phản đối cuộc xâm lược Tiệp Khắc năm 1968.
Năm 1996 Lam Peng Er trong tạp chí Pacific Affairs cho rằng "khả năng tồn tại của JCP là cốt yếu cho sức khỏe nền dân chủ Nhật" vì: 
Đây là chính đảng duy nhất trong quốc hội chưa bị các đảng bảo thủ thao túng hợp tác, có vai trò giám sát đảng cầm quyền mà không lo sợ hay thiên vị. Quan trọng hơn là đảng thường tiến cử ứng viên đối lập duy nhất trong các cuộc bầu cử huyện trưởng, thị trưởng và tuyển cử địa phương khác; tuy có các bất đồng bề ngoài ở cấp toàn quốc, nhưng các đảng phi cộng sản thường ủng hộ ứng viên huyện trưởng thị trưởng chung để được bảo đảm có chân cầm quyền. Nếu JCP không đề xuất thì sẽ có thắng áp đảo và cử tri Nhật phải chấp nhận sự đã thành mà không có phương tiện bầu cử nào để phản đối. Đặc điểm khác là ủng hộ các nữ ứng viên để được nữ phiếu: phụ nữ theo Cộng Sản đắc cử nhiều hơn so với bất kỳ chính đảng nào khác ở Nhật.

Năm 2018 giới truyền thông nước ngoài ghi nhận số người ủng hộ đảng tăng lên do hậu quả của cuộc khủng hoảng tài chính toàn cầu với công nhân Nhật, nhưng đảng không tăng được số ghế trong cuộc bầu cử Chúng Nghị Viện năm 2009. Đảng Cộng sản Nhật Bản trở thành đảng lớn thứ ba trong Nghị Hội Đô Tokyo và tăng từ 6 lên 11 ghế trong Tham Nghị Viện. Trong cuộc bầu cử năm 2014 ảnh hưởng JCP tăng cao, được 7,040,130 phiếu tuyển khu (13.3%) và 6,062,962 phiếu danh đơn (11.37%).
Trong thời kỳ tiến cử cho cuộc bầu cử Tham Nghị Viện tháng 7 năm 2016, JCP ký giao kèo với Đảng Dân Tiến, Dân Chủ Xã Hội và Tự Do, tiến cử các ứng viên chung trong 32 khu, chỉ tranh cử cho một ghế. Họ cố gắng giành quyền kiểm soát thượng viện từ Đảng Dân Chủ Tự Do/Đảng Công Minh. Lãnh đạo Đảng Cộng sản Nhật Bản sẵn sàng liên minh với Đảng Dân Tiến, nhưng Chủ Tịch Katsuya Okada của Dân Tiến khước từ, gọi là "không thể" trong tương lai gần do "vài chính sách cực tả" của JCP. Đảng có ba Tham Nghị Viên tái ứng tuyển và tiến cử tổng cộng 56 ứng viên, thấp hơn 63 trong cuộc bầu cử năm 2013 nhưng vẫn đứng thứ hai sau Đảng Dân Chủ Tự Do. Tuy nhiên chỉ 14 ứng viên tranh cử trong các khu đơn và đa thành viên, 42 còn lại nằm trong khối đại diện tỷ lệ toàn quốc 48 ghế.

## Chính sách
Một mục tiêu chính của JCP là chấm dứt liên minh quân sự Nhật-Mỹ và phá dỡ mọi căn cứ quân sự Hoa Kỳ tại Nhật Bản, biến thành nước không liên kết và trung lập theo nguyên tắc tự quyết và chủ quyền quốc gia. Tại Nhật có khoảng 130 căn cứ Hoa Kỳ cùng các cơ sở liên quan khác, Okinawa có nhiều nhất ở châu Á.
Đối với Tự Vệ Đội, chính sách hiện tại là không phản đối sự tồn tại của lực lượng này (năm 2000 quyết định sẽ đồng ý sử dụng nếu Nhật bị tấn công), nhưng sẽ bãi bỏ trong tương lai nếu tình hình quốc tế cho phép.
Đảng Cộng sản Nhật Bản cũng phản đối bất kỳ nước nào sở hữu vũ khí hạt nhân, khái niệm khối quân sự và mọi nỗ lực tu chính Điều 9 Hiến Pháp Nhật, có ghi rằng "Nhật Bản sẽ không bao giờ phải đối diễn với nỗi kinh hoàng của chiến tranh do hành vi chính phủ nữa". Về giải quyết tranh chấp quốc tế thì đảng cho rằng nên ưu tiên các giải pháp hòa bình bằng đàm phán thương lượng chứ không phải bằng biện pháp quân sự. Theo đảng thì Nhật phải tuân thủ Hiến Chương Liên Hợp Quốc.
Theo truyền thống đảng phản đối sự tồn tại của Hoàng thất từ những tháng ngày tiền chiến, nhưng từ năm 2004 thì công nhận Thiên Hoàng là quốc trưởng Nhật, miễn sao vẫn giữ tính tượng trưng. JCP đã tuyên bố ủng hộ thành lập nước cộng hòa dân chủ, dù "sự tồn vong [của chế độ quân chủ] nên để nguyện vọng đa số nhân dân quyết định trong tương lai, khi thời cơ đã chín muồi". Đảng cũng phản đối việc sử dụng quốc kỳ và quốc ca, coi là tàn dư của quá khứ quân phiệt.
Đảng Cộng sản Nhật Bản nỗ lực thay đổi chính sách kinh tế vì xem chúng chỉ phục vụ lợi ích của các tập đoàn lớn, ngân hàng. Để "bảo vệ quyền lợi nhân dân" và thiết lập "dân chủ trị" họ sẽ kiểm soát hoạt động các đại tập đoàn, "bảo vệ mạng sống quyền lợi cơ bản nhân dân".
Về vấn đề kinh tế quốc tế, đảng chủ trương thành lập trật tự kinh tế dân chủ quốc tế mới trên cơ sở tôn trọng chủ quyền kinh tế của mỗi nước và phản đối Nhật Bản tham dự TPP. Đảng Cộng sản Nhật Bản cho rằng Hoa Kỳ, các công ty đa quốc gia cùng tư bản tài chính quốc tế thúc đẩy toàn cầu hóa, ảnh hưởng nghiêm trọng kinh tế toàn cầu, bao gồm các vấn đề tài chính tiền tệ, phân chia Bắc-Nam và môi trường. Đảng đề xướng "quản lý dân chủ các hoạt động công ty đa quốc gia cùng tư bản tài chính quốc tế trong phạm vi quốc tế".
Tháng 9 năm 2015 sau khi luật quân sự năm 2015 thông qua, JCP yêu cầu các chính đảng đối lập khác hợp tác để thành lập chính phủ lâm thời nhằm bãi bỏ dự luật, là lần đầu tiên kêu gọi các đảng khác.
Đảng tán thành hợp pháp hóa chung sống dân sự cho các cặp đôi đồng tính, cũng ủng hộ luôn thêm phụ nữ vào chính trường, đời sống chính trị.

### Chính sách ngoại giao
JCP noi theo ý tưởng Nhật Bản là nước châu Á phải ngưng nhấn mạnh ngoại giao dựa trên quan hệ với Mỹ cùng Hội Nghị Thượng Đỉnh G8 mà đặt ngoại giao châu Á làm trọng điểm của quan hệ nước ngoài và ủng hộ Nhật chế định "chính sách ngoại giao độc lập theo quyền lợi nhân dân Nhật Bản", phản đối "theo bất kỳ ngoại quốc nào một cách mù quáng".
Đảng chủ trương Nhật nên xin lỗi thêm vì hành vi trong Thế Chiến Thứ Hai và chỉ trích các thủ tướng viếng thăm Đền Thờ Yasukuni. Trong thập niên 30 trong khi vẫn hoạt động bất hợp pháp, Đảng Cộng sản Nhật Bản là chính đảng duy nhất tích cực chống đối Chiến Tranh Trung-Nhật và Thế Chiến Thứ Hai. Tuy nhiên JCP vẫn tán thành Nhật lấy hai Quần Đảo Kuril và Senkaku cùng Đảo Liancourt, hơn nữa còn chỉ trích Triều Tiên phóng thử tên lửa hạt nhân và yêu cầu có chế tài hiệu quả với nước này, nhưng không phải bằng giải pháp quân sự.
Năm 2020 đảng sửa đổi đường lối lần đầu tiên kể từ năm 2004, nay chỉ trích Đảng Cộng sản Trung Quốc, trách móc "yêu nước mù quáng cường quốc và bá quyền" của Trung Quốc là "có hại cho hòa bình thế giới và tiến bộ". JCP cũng xoá dòng mô tả Trung Quốc là nước "bắt đầu hành trình chủ nghĩa xã hội mới", theo đảng viên là do tình trạng nhân quyền trong nước. Bộ Ngoại Giao Trung Quốc phản đối các cáo buộc nhắm vào Đảng Cộng sản Trung Quốc là "vô căn cứ và thiên lệch".

## Tổ chức

### Báo chí
Shimbun Akahata (Tiếng Việt: Báo Cờ Đỏ) là cơ quan nhật báo của đảng một tờ báo quốc gia, gốc ở vài tờ báo khác trong quá khứ, bao gồm Daini Musansha Shinbun (Tiếng Việt: Báo Vô Sản Đệ Nhị) sát nhập thành Cờ Đỏ năm 1932. Daini Musansha Shinbun tự nó là hậu nhiệm của Báo Vô Sản gốc, bị chính phủ cấm tháng 9 năm 1929, bắt đầu xuất bản ngay sau cấm lệnh.
Trong quá khứ đảng có vô số tờ báo khác, bao gồm tờ báo quốc gia tên Nihon Seiji Shinbun (Tiếng Việt: Báo Chính Trị Nhật Bản) cùng tạp chí lý luận Zenshin (Tiếng Việt: Tiền Phong), cũng xuất bản vài tờ địa khu như Chiến Tranh Giai Cấp quanh Kyoto, Osaka và Kobe, Cờ Đỏ Shinetsu ở Nagano và Báo Hokkaido ở Hokkaido. Có nhiều (số lượng không rõ) tờ báo của các nhà máy công xưởng.
Vài tờ địa khu như Shin Kanagawa (Tiếng Việt: Tân Kanagawa) ở Kanagawa vẫn xuất bản.

### Các tổ chức liên quan
Cánh trẻ của JCP là Liên Minh Thanh Niên Dân Chủ Nhật Bản, trong thập niên 20 và 30 xuất bản vài tờ báo riêng như Rēnin Seinen (Tiếng Việt: Thanh Niên Lenin) và Thanh Niên Vô Sản.
Đảng cũng có các hợp tác xã y tế và tiêu dùng liên quan. Hội Hợp Tác Xã Tiêu Dùng Nhật Bản là tổ chức bao trùm các phong trào hợp tác xã ở Nhật có số lượng cộng sản lớn trong hàng ngũ, tuy khó xác nhận được; ví dụ khác của JCP phổ biến trong phong trào chính là Hợp Tác Xã Kanagawa ở Huyện Kanagawa, có 800,000 xã viên và quan hệ lịch sử với JCP và vẫn tiếp tục quảng cáo và đôi khi đăng lên các tờ báo JCP như Cờ Đỏ và Tân Kanagawa. Sự phổ biến của các công đoàn vàng tại Nhật so với công đoàn xí nghiệp đã thúc đẩy sự phát triển phi thường của các tổ chức JCP khác và khiến đảng đi tìm ủng hộ tổ chức bên ngoài, bao gồm từ kōenkai.

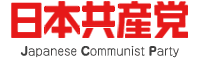
Nhãn hiệu chính thức của Đảng Cộng sản Nhật Bản cùng từ viết tắt JCP

Nhóm nhạc Đoàn Tạp xướng JCP-fans (JCPファン雑唱団, JCP-fan zassyōdan) thành lập năm 2011 ở Kyoto, do Tadao Yamamoto chỉ đạo là nhà soạn nhạc, nghệ sĩ đàn accordion, đạo diễn đoàn hợp xướng và thành viên thường của Phong Trào Ca Hát Nhật Bản (日本のうたごえ, Nihon no utagoe) / (うたごえ運動, Utagoe-undō). Tính đến năm 2016 đoàn là tổ chức nhạc sĩ Nhật duy nhất tập trung ủng hộ chính trị và các hoạt động văn hóa của đảng, tự đặt tên theo từ viết tắt Tiếng Anh chính thức là JCP, và có mối quan hệ mạnh với Nihon no Utagoe là phong trào âm nhạc của giai cấp công nhân Nhật bắt nguồn năm 1948, khi Đoàn Hợp Xướng Trung Ương Liên Minh Cộng Sản Thanh Niên Nhật Bản (日本青年共産同盟中央合唱団, Nihon-seinen-kyōsan-dōmei Chuō-gassyōdan) được tổ chức. Trong các sự kiện văn hóa của đảng, Đoàn Hợp Xướng fans-JCP xuất hiện trong hợp ca chung của các ca sĩ tình nguyện thuộc Nihon no Utagoe.
Hoạt động của Đoàn (vài buổi hòa nhạc, biểu diễn nổi tiếng):
- 11 tháng 2 năm 2011, Kyoto Kaikan: hòa nhạc được Ủy Ban Kyoto Đảng Cộng sản Nhật Bản (JCP) tài trợ.[42]
- 1 tháng 8 năm 2013, Trung Tâm Nishijin Bunka (Kyoto): tiệm rượu cách mạng văn hóa, có Tokiko Nishiyama (西山登紀子) hợp tác là cựu Tham Nghị Viên JCP.[43]
- 23 tháng 9 năm 2014, Công Viên Takaragaike (Kyoto): Lễ Hội Kyoto năm 2014, Ủy Ban Kyoto JCP tổ chức.[44]
- 1 tháng 2 năm 2015, Trung Tâm Kyoiku Bunka (Kyoto): Lễ hội do Ủy ban Kyoto JCP tài trợ.[45]
- 29 tháng 4 năm 2016, Công Viên Takaragaike (Tokyo): Lễ Hội Kyoto năm 2016, Ủy Ban Kyoto JCP tổ chức, Ủy Ban Hướng Thượng Chế Phục (制服向上委員会) và Akira Koike (小池晃) biểu diễn là Tham Nghị Viên JCP và Bí Thư Trưởng đảng.[46][47]

## Đảng viên nổi tiếng

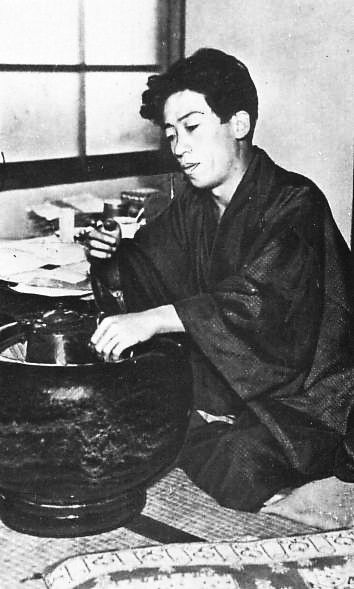
Takiji Kobayashi, tác giả văn học vô sản nổi tiếng

### Tiền chiến
- Kanson Arahata
- Sen Katayama
- Hajime Kawakami
- Fukumoto Kazuo
- Takiji Kobayashi
- Toshihiko Sakai
- Hitoshi Yamakawa

### Thời chiến
- Kim Chon-hae
- Sanzō Nosaka
- Yoshio Shiga
- Kyuichi Tokuda

### Hậu chiến
- Kiyoteru Hanada
- Kenji Miyamoto
- Hiromu Murakami [ja]
- Tetsuzo Fuwa
- Kazuo Shii
- Hisashi Inoue

## Lãnh đạo
| No.                   | Tên             | Chân dung | Nhiệm kỳ             | Nhiệm kỳ             |  |
| No.                   | Tên             | Chân dung | Nhậm chức            | Thôi chức            |  |
| Tổng Thư ký Tổng vụ   |                 |           |                      |                      |  |
| 1                     | Arahata Katsuzō |           | 5 tháng 7 năm 1922   | 1923                 |  |
| 2                     | Sakai Toshihiko |           | 1923                 | 1923                 |  |
| Đảng bị Chính phủ cấm |                 |           |                      |                      |  |
| Bí thư trưởng         |                 |           |                      |                      |  |
| 1                     | Tokuda Kyuichi  |           | 3 tháng 12 năm 1945  | 14 tháng 10 năm 1953 |  |
| 2                     | Nosaka Sanzō    |           | 14 tháng 10 năm 1953 | 1 tháng 8 năm 1958   |  |
| 3                     | Miyamoto Kenji  |           | 1 tháng 8 năm 1958   | 7 tháng 7 năm 1970   |  |
| Chủ tịch              |                 |           |                      |                      |  |
| 1                     | Miyamoto Kenji  |           | 7 tháng 7 năm 1970   | 31 tháng 7 năm 1982  |  |
| 2                     | Fuwa Tetsuzo    |           | 31 tháng 7 năm 1982  | 29 tháng 11 năm 1987 |  |
| 3                     | Murakami Hiromu |           | 29 tháng 11 năm 1987 | 29 tháng 5 năm 1989  |  |
| (2)                   | Fuwa Tetsuzo    |           | 29 tháng 5 năm 1989  | 24 tháng 11 năm 2000 |  |
| 4                     | Shii Kazuo      |           | 24 tháng 11 năm 2000 | 18 tháng 1 năm 2024  |  |
| 5                     | Tamura Tomoko   |           | 18 tháng 1 năm 2024  | Đương nhiệm          |  |

## Kết quả bầu cử

### Chúng Nghị Viện
Trước năm 1996, toàn bộ Chúng Nghị Viện đều bầu theo lối bầu cử "đa số/bán tỷ lệ" phiếu bỏ cho cá nhân (1946: bỏ phiếu hữu hạn trong các khu đa thành viên, năm 1947 đến 1993 thì là đơn phiếu không thể chuyển nhượng trong các khu đa ứng viên). Từ năm 1996 hạ viện bầu theo chế độ bỏ phiếu song song, tức hai cuộc bầu cử riêng biệt chỉ với Chúng Nghị Viện mà lại phức tạp hơn vì một ứng viên được tranh cử trong phần tuyển khu lẫn sekihairitsu liên kết thứ hạng danh đơn tỷ lệ với kết quả tuyển khu: chỉ 295 (ban đầu 300) ghế hạ viện được bầu theo lối đa số bầu cho ứng viên (bỏ phiếu một người trong các khu đơn thành viên), trong khi 180 (ban đầu 200) còn lại thì theo chế độ đại diện tỷ lệ (bỏ phiếu cho danh đơn đảng trong các khu đa thành viên địa khu, gọi là "khối" trong Chúng Nghị Viện). Số phiếu cùng phần trăm số phiếu trong bảng bên dưới cho thấy tổng số phiếu của các ứng viên JCP cho mọi cuộc bầu cử trước năm 1993 và chỉ số phiếu cho đảng trong phần bầu cử 180 ghế đại diện sau năm 1996.
| Chúng Nghị Viện |           |            |             |    |         |
| Năm bầu cử      | Số phiếu  | % số phiếu | Tổng số ghế | ±  | Địa vị  |
| 1946            | 2,135,757 | 3.8        | 6 / 464     |    | Đối lập |
| 1947            | 1,002,883 | 3.7        | 4 / 466     |    | Đối lập |
| 1949            | 2,984,780 | 9.8        | 35 / 466    | 31 | Đối lập |
| 1952            | 896,765   | 2.5        | 0 / 466     | 35 | Đối lập |
| 1953            | 655,990   | 1.9        | 1 / 466     | 1  | Đối lập |
| 1955            | 733,121   | 2.0        | 2 / 467     | 1  | Đối lập |
| 1958            | 1,012,035 | 2.5        | 1 / 467     | 1  | Đối lập |
| 1960            | 1,156,723 | 2.9        | 3 / 467     | 2  | Đối lập |
| 1963            | 1,646,477 | 4.0        | 5 / 467     | 2  | Đối lập |
| 1967            | 2,190,564 | 4.8        | 5 / 486     | 0  | Đối lập |
| 1969            | 3,199,032 | 6.8        | 14 / 486    | 9  | Đối lập |
| 1972            | 5,496,827 | 10.5       | 38 / 491    | 24 | Đối lập |
| 1976            | 5,878,192 | 10.4       | 17 / 511    | 21 | Đối lập |
| 1979            | 5,625,527 | 10.4       | 39 / 511    | 22 | Đối lập |
| 1980            | 5,803,613 | 9.8        | 29 / 511    | 10 | Đối lập |
| 1983            | 5,302,485 | 9.3        | 26 / 511    | 3  | Đối lập |
| 1986            | 5,313,246 | 8.8        | 26 / 512    | 0  | Đối lập |
| 1990            | 5,226,987 | 8.0        | 16 / 512    | 10 | Đối lập |
| 1993            | 4,834,587 | 7.7        | 15 / 511    | 1  | Đối lập |
| 1996            | 7,268,743 | 13.1       | 26 / 500    | 11 | Đối lập |
| 2000            | 6,719,016 | 11.2       | 20 / 480    | 6  | Đối lập |
| 2003            | 4,586,172 | 7.8        | 9 / 480     | 11 | Đối lập |
| 2005            | 4,919,187 | 7.3        | 9 / 480     | 0  | Đối lập |
| 2009            | 4,943,886 | 7.0        | 9 / 480     | 0  | Đối lập |
| 2012            | 3,689,159 | 6.2        | 8 / 480     | 1  | Đối lập |
| 2014            | 6,062,962 | 11.4       | 21 / 475    | 13 | Đối lập |
| 2017            | 4,404,081 | 7.9        | 12 / 465    | 9  | Đối lập |

### Tham Nghị Viện
Bầu cử Tham Nghị Viện theo cách mỗi ba năm phân nửa thượng viện phải đi tái cử lấy nhiệm kỳ sáu năm. Ngoài ra có sử dụng chế độ bỏ phiếu song song, là đa số nghị viên (hiện tại 146 trong 242, 73 trong một cuộc bầu cử phân nửa Tham Nghị Viện) được bầu trọng (trước đây 46-47) khu huyện, dân bỏ phiếu cho từng ứng viên mà không chuyển nhượng được, nhưng vì khu đa thành viên lẫn đơn thành viên đều dùng nên ở khu đơn thì chế độ đơn phiếu không thể chuyển nhượng trở thành tương đương với bỏ phiếu đa dạng một người. 96 nghị viên còn (48 mỗi cuộc bầu) được bầu từ một khu tuyển toàn quốc. Cho đến năm 1980 thì bỏ phiếu cho cá nhân theo lối đơn phiếu không chuyển nhượng, từ năm 1983 thì đầu phiếu cho các danh đơn đảng, ghế phân phát một cách tỷ lệ (d'Hondt) trong các khu tuyển toàn quốc. Khác với bầu cử hạ viện là ứng viên không thể tiến cử trong cả hai phần của cuộc bầu cử thượng viện. Tổng số ghế bên dưới là tổng số của JCP sau bầu cử, không chỉ số ghế giành được năm đó. Số phiếu biểu thị là trong cuộc bầu cử 48 (trước 50) ghế trong phần đại diện tỷ lệ/ đơn phiếu không thể chuyển nhượng toàn quốc. 
| Năm bầu cử | Số phiếu khu toàn quốc | Số phiếu khu toàn quốc | Tổng số  | Tổng số |         |
| Năm bầu cử | Số phiếu               | % số phiếu             | Ghế      | ±       | Địa vị  |
| ---------- | ---------------------- | ---------------------- | -------- | ------- | ------- |
| 1947       | 610,948                | 2.9                    | 4 / 250  |         | Đối lập |
| 1950       | 1,333,872              | 4.8                    | 4 / 260  |         | Đối lập |
| 1953       | 293,877                | 1.1                    | 2 / 260  |         | Đối lập |
| 1956       | 599,254                | 2.1                    | 2 / 254  |         | Đối lập |
| 1959       | 551,916                | 1.9                    | 3 / 254  |         | Đối lập |
| 1962       | 1,123,947              | 3.1                    | 4 / 254  |         | Đối lập |
| 1965       | 1,652,364              | 4.4                    | 6 / 254  |         | Đối lập |
| 1968       | 2,146,879              | 5.0                    | 7 / 251  |         | Đối lập |
| 1971       | 3,219,307              | 8.1                    | 10 / 251 |         | Đối lập |
| 1974       | 4,931,650              | 9.4                    | 19 / 260 |         | Đối lập |
| 1977       | 4,260,050              | 8.4                    | 16 / 252 |         | Đối lập |
| 1980       | 4,072,019              | 7.3                    | 12 / 252 |         | Đối lập |
| 1983       | 4,163,877              | 8.9                    | 14 / 252 |         | Đối lập |
| 1986       | 5,430,838              | 9.5                    | 16 / 252 |         | Đối lập |
| 1989       | 3,954,408              | 7.0                    | 14 / 252 |         | Đối lập |
| 1992       | 3,532,956              | 7.9                    | 11 / 252 |         | Đối lập |
| 1995       | 3,873,955              | 9.5                    | 14 / 252 |         | Đối lập |
| 1998       | 8,195,078              | 14.6                   | 23 / 252 |         | Đối lập |
| 2001       | 4,329,210              | 7.9                    | 20 / 247 |         | Đối lập |
| 2004       | 4,363,107              | 7.8                    | 9 / 242  |         | Đối lập |
| 2007       | 4,407,937              | 7.5                    | 7 / 242  |         | Đối lập |
| 2010       | 3,563,556              | 6.1                    | 6 / 242  |         | Đối lập |
| 2013       | 5,154,055              | 9.7                    | 11 / 242 |         | Đối lập |
| 2016       | 6,016,245              | 10.7                   | 14 / 242 |         | Đối lập |
| 2019       | 4,483,411              | 8.95                   | 13 / 245 |         | Đối lập |

## Nghị viên Quốc Hội

### Chúng Nghị Viện
- Seiken Akamine (Okinawa-thứ nhất)
- Yasufumi Fujino (Hokuriku-Shin'étuu đại diện tỷ lệ)
- Kimie Hatana (Minami-Kantō, tranh cử Kanagawa-thứ mười)
- Akira Kasai (Tokyo đại diện tỷ lệ)
- Keiji Kokuta (Kinki đại diện tỷ lệ, tranh cử Kyoto-thứ nhất)
- Takeshi Miyamoto (Kinki đại diện tỷ lệ)
- Tōru Miyamoto (Tokyo đại diện tỷ lệ, tranh cử Tokyo-thứ 20)
- Nobuko Motomura (Tōkai đại diện tỷ lệ)
- Kazuo Shii (Minami-Kantō đại diện tỷ lệ)
- Tetsuya Shiokawa (Kita-Kantō đại diện tỷ lệ)
- Chizuko Takahashi (Tōhoku đại diện tỷ lệ)
- Takaaki Tamura (Kyushu đại diện tỷ lệ, tranh cử Fukuoka-thứ 10)

### Tham Nghị Viện
Tranh cử năm 2019
- Satoshi Inoue (Toàn quốc đại diện tỷ lệ)
- Tomoko Kami (Toàn quốc đại diện tỷ lệ)
- Yoshiko Kira (Tokyo chung)
- Akira Koike (Toàn quốc đại diện tỷ lệ)
- Akiko Kurabayashi (Kyoto chung)
- Sōhei Nihi (Toàn quốc đại diện tỷ lệ)
- Kōtarō Tatsumi (Osaka chung)
- Yoshiki Yamashita (Toàn quốc đại diện tỷ lệ

Tranh cử năm 2022
- Mikishi Daimon (Toàn quốc đại diện tỷ lệ)
- Tadayoshi Ichida (Toàn quốc đại diện tỷ lệ)
- Tomo Iwabuchi (Toàn quốc đại diện tỷ lệ)
- Ryōsuke Takeda (Toàn quốc đại diện tỷ lệ)
- Tomoko Tamura (Toàn quốc đại diện tỷ lệ)
- Taku Yamazoe (Tokyo chung)